# Lužički Srbi
Lužički Srbi (gornjolužičkosrpski: Serbja, donjolužičkosrpski: Serby), poznati i kao Sjeverni Srbi ili Lužičani, su zapadnoslavenski narod, koji živi u istočnom dijelu Njemačke, u njemačkim pokrajinama Saska i Brandenburg, u kraju koji je poznat kao Lužica.
Govore dva slična jezika: gornjolužičkosrpski (pod utjecajem češkoga jezika) i donjolužičkosrpski (pod utjecajem poljskoga jezika). Oba jezika spadaju u slavensku grupu indoeuropske porodice jezika. Lužičkih Srba ukupno ima oko 60.000, a po vjeri su većinom protestanti, a manjim dijelom katolici.

## Zemljopis
Lužički Srbi naseljavaju područje jugoistočno od Berlina prema poljskoj i češkoj granici, sve do Dresdena. Područje naseljeno Lužičkim Srbima se dijeli na dva zemljopisna područja, koja su u svom povijesnom životu bila najvećim dijelom razdvojena, a samim tim su živjele i razvijale se pod različitim političkim i društvenim uvjetima. To su Gornja Lužica (Hornja Łužica/Oberlausitz) i Donja Lužica (Dolna Łužyca/Niederlausitz), od kojih je prva bila u sastavu Saske i u nešto boljim društveno-političkim uvjetima nego Donja Lužica, koja se nalazila u sastavu Pruske.
Kulturno središte Gornje Lužice je Budišin (Bautzen), a Donje Lužice Chóśebuz (Cottbus). U administrativnom smislu, Gornja Lužica je danas dio njemačke pokrajine Saske, dok je Donja Lužica dio pokrajine Brandenburg.
S njihovih prvobitnih naseobina Lužički Srbi su nasilno stjerani u prostor između Labe i vrata Berlina, između Budišina i Cottbusa, nekad močvarno i pusto zemljište, koje su oni svojim radom većim dijelom pretvorili u urban kraj.

## Kultura
Lužičkosrpsko stanovništvo je izmiješano s Nijemcima. Bez obzira na višestoljetnu germanizaciju Lužički Srbi su u duhovnoj i materijalnoj kulturi sačuvali brojne slavenske elemente. Zanimljive su trodjelne kuće, ušorena i raštrkana sela, ženska narodna nošnja, što se sve bitno razlikuje od susjednog i s njima pomiješanog njemačkog stanovništva. Razlikuje se od njemačkog stanovništva i po svadbenoj ceremoniji. Narodno usmeno stvaralaštvo bogato je izrekama, poslovicama, pjesmama i pričama. Očuvani su i stari glazbeni instrumenti.

##### Glazba
Socijalno i nacionalno ugnjetavanje kojem je Łužica bila izložena tijekom svoje stoljetne povijesti, u velikoj mjeri utjecalo je na njezinu duhovnu sferu. Ono je posebno ostavilo traga u narodnoj pjesmi i instrumentalnoj narodnoj glazbi sve do formiranja samobitne Lužičke glazbene kulture. Razvoj glazbenog folklora bio je u Lužičkim selima strogo hijerarhijski ograničen. Interpretatori i nositelji glazbene tradicije svirali su po imanjima u najraznovrsnijim prilikama. U 17. stoljeću pojavile su se samostalne glazbene skupine Lužičana-violinista, koji su bili prinuđeni da preživljavati u uvjetima konkurencije s "njemačkim gradskim zviždačima". Pritom su glazbenici sastavljali repertoar od svjetovnih pjesama i duhovnih dijela, i priređivali njihovo originalno glazbeno izvođenje. Takva praksa bila je svojstvena i drugim glazbenim grupacijama. Bez obzira na šarenilo srednjeeuropskog glazbenog folklora, koji je bez sumnje utjecao na tradiciju Lužičke pjesme, moguće je odrediti neke njene posebitosti. Ona se prije svega bazira na specifičnim crtama koje su svojstvene usmenom narodnom stvaralaštvu, sadrži originalna sredstva izražavanja iz davnih vremena, koja se uspješno spajaju s novim tendencijama.

##### Kazalište
Kazalište u Lužici pojavilo se u završnoj etapi nacionalnog preporoda kod Lužičana. Dana 2. listopada 1862. godine, u Budišinu, bila je prikazana prva amaterska predstava na lužičkosrpskom jeziku koju su pripremili studenti Praške Lužičke seminarije. U njoj je aktivno sudjelovao i osnivač Matice serbske (Maśica Serbska) Jan Arnošt Smoler.
Odmah poslije Drugoga svjetskog rata rata, u svibnju 1945. godine, Sovjetska okupacijska vlast dozvolila je djelatnost "Domovine". Središnja pozorišna trupa, koju je ona osnovala 1946. god., postavila je temelje za pojavu lužičkog narodnog kazališta 13. listopada 1948. god. to je bilo prvo i do današnjeg dana jedinog profesionalno kazališta u povijesti suvremene Lužičke kulture. Do tada je u saksonskoj i pruskoj Gornjoj Lužici postojalo oko 30 lužičkih kazališnih amaterskih skupina koje su se pojavile još u vrijeme nacista. Istina, njihov broj se znatno smanjio nakon otvaranja budišinske profesionalne scene.

## Jezik
Lužički Srbi govore dva slična jezika: donjolužičkosrpski i gornjolužičkosrpski. Oba jezika spadaju u lužičkosrpsku podgrupu zapadnoslavenskih jezika. Do Drugoga svjetskog rata Lužički Srbi su pisali goticom i latinicom, a danas pišu samo latinicom.

## Ime
Lužički Srbi sebe nazivaju Srbima: Serbja, Serb, Serbowka, Serbstwo, dok Srbe u Jugoistočnoj Europi nazivaju Južni Srbi. Donjolužički Srbi rabe i naziv Wendojo kako bi na taj način naglasili različitost svojega jezika, kulture i povijesti.

## Povijest
Kao i ostali Slaveni, i Lužički Srbi su u početku bili mnogobošci i imali su svoje glavne bogove kao Svaroga, Živu, Peruna, Gromovnicu, kao i druge manje značajne. Za vrijeme zajednice s Moravskom Kneževinom među njima su širili kršćanstvo učenici Ćirila i Metoda, ali je utjecaj njemačkih misionara bio jači, često bezobziran i grub, jer su Srbi svoju vjeru i svoje bogove branili isto tako uporno kao i svoju zemlju. Vjerski misionari morali su u početku propovijedati na srpskom, pošto narod nije znao tuđi jezik, pa je stoga car Oton I u Magdeburgu osnovao školu za buduće misionare gdje se morao učiti srpski jezik.[nedostaje izvor] Zbog velikog otpora biskupi su nagovarali Nijemce da se naseljavaju među ove pogane jer je, govorili su, njihova zemlja bogata. Osnovani su mnogi manastiri, koji su često bili rasadnici germanizacije.
Jedno vrijeme Lužica je potpadala pod vlast Poljske i Češke, ali to nije imalo nikakvog značaja za život ovog naroda, jer su svi feudalci štitili samo svoje interese. Tako je, na primjer, poljski kralj 1030. godine uništio 100 srpskih sela za odmazdu. Srbima je bilo zabranjeno naseljavati se u gradove, a samo izuzetno su se mogli naseliti u podgrađa i predgrađa, gdje im se dozvoljavalo biti suknari, tesari ili ribari, ali bez prava, ili su iznimno mogli stupati u cehove. Prvi dokument pisan na lužičkosrpskom jeziku jest tekst zakletve iz 16. stoljeća koja se polagala pri stupanju u ceh.
Godine 1400. došlo je do pobune budišinskih obrtnika, koje je predvodio Srbin, suknar Petar Pruzlica. Pobunjenici su istjerali predsjednika općine, preuzeli vlast i zauzeli skladište streljiva, ali je bunu ugušio češki kralj Vaclav IV uz pomoć plemstva; vođe je osudio na smrt, a porodice protjerao iz zemlje. Kada su kasnije husiti opsjedali Budišin (Bautzen) kako bi ga zauzeli, Srbin, pastir iz obližnjeg sela, Petar iz Pšešica htio im je pomoći ući u grad, ali je uhvaćen i kao izdajnik isječen na četvero. Njegova glava uklesana je za opomenu iznad ulaza u groblje zvano Miklavšk, gdje su sahranjeni najznačajniji predstavnici Srba iz Budišina.
Reformacija, koja je u sebi, pored političkih, sadržavala i ekonomske elemente, proširila se skoro na cijelu Lužicu i sačuvala njen nacionalni karakter braneći nacionalne interese Lužičkih Srba. Luteranstvo, koje je u principu zahtijevalo upotrebu narodnog jezika u crkvi, bilo je u početku protiv upotrebe srpskog jezika, jer se Luther vrlo ružno izražavao o njemu. Tek poslije njegove smrti srpski svećenici su počeli uvoditi u upotrebu srpski jezik i otvarati škole.
U 16. stoljeću nastavljaju se i dalje pobune ekonomske prirode. U okrugu Lukova 1548. godine ustanici su uspjeli uvesti svoju samoupravu, postaviti svog kralja, ukinuti kuluk i danak, ali je na kraju i ovaj pokušaj krvavo ugušen. Redali su se ratovi, koji su svi prešli preko lužičkih zemalja: tridesetogodišnji, sedmogodišnji, napoleonski, Prvi i Drugi svjetski rat.
Poslije ratova slijedili su pomor i prazna sela, a zatim ponovne kolonizacije Nijemaca. S kolonizacijom pojačavala se i germanizacija: Srbima je zabranjivano da u obitelji i u kući govore svojim jezikom, da nose svoju nošnju, te se tako muška nošnja sasvim izgubila, djevojke nisu smjele nositi nikakav nakit, muškarci kožne cipele.
U Donjoj Lužici je situacija bila još gora, čak se ni brak nije mogao sklopiti ako mladi nisu znali njemački. Obrtnici su istjerivani iz cehova, narod je primoravan da ide u njemačke crkve - da bi i na taj način zaboravili svoj jezik, a ako bi potpisali zakletvu, želeći živjeti i raditi u gradu, automatski su prevođeni u Nijemce. Pa i pored toga, narod je dizao bune, živio je i očuvao se. Crkva je sa svoje strane pomagala plemstvo tumačeći to brigom za srpske duše, dok je u stvari nastojala da naučiti ih pokornosti i spriječiti otpor protiv feudalaca.
Preporod, koji je zahvatio mnoge narode Europe u 19. stoljeću, odjeknuo je i u Lužici, no samo među tankim slojem školovanih, ali zato nije bio ništa manje plodan. Naročito je bio uspješan u školama, među onima koji će poslije postati učitelji i vođe cjelokupnog nacionalnog i kulturnog života Lužičkih Srba.
Najteže vrijeme za Lužičke Srbe bilo je vrijeme nacizma. Hitler je vrlo lukavo izmišljao načine kako da ih onemogući, pa je odredio dan i sat kad će nestati posljednji Srbin s njemačke zemlje i ostati čista rasa Übermenscha. Prvo je razaslao po cijeloj Njemačkoj nacionalne radnike i inteligenciju, obezglavio narod, uhitio, slao u logore, zabranio rad svim organizacijama, a pred zgradom Domovine spalio ono što je u njoj našao.
U bivšoj DR Njemačkoj Lužički Srbi su prvi put u svojoj teškoj povijesti dobili sva prava, koja im je jamčio Zakon o zaštiti kulture Lužičkih Srba, izglasan 1948. i 1950. Dobili su škole na materinjemu jeziku, niže i srednje, učiteljsku školu i školu stranih jezika.  Otvoren je Institut za izučavanje folklora, jezika i povijesti u Budišinu, koji je kasnije pripojen Berlinskoj akademiji znanosti, zatim Srpski institut za jezik i književnost Sveučilišta Karla Marxa u Leipzigu, podignuta je nova zgrada Srpskog doma uz pomoć države i omladine. Godine 1952. osnovan je Državni ansambl srpske narodne kulture, koji broji 180 članova - orkestra, kora i baleta.
Danas je etnički najbolje očuvana Gornja Lužica, jer su za nju u okviru Saske postojali nešto bolji društveni uvjeti. Centar političkoga i kulturnog života Gornje Lužice je grad Budišin. U svim krajevima Lužice Lužički Srbi danas žive s brojno nadmoćnim Nijemcima, koji su stoljećima bili onamo sustavno naseljavani. Poslije Drugog svjetskog rata među Lužičke Srbe su naseljeni Nijemci protjerani iz pograničnih čeških oblasti Sudeta. Još jedan razlog zašto više gotovo nema etnički čistih lužičkosrpskih naselja jest eksploatacija površinskih naslaga mrkog ugljena koji se nalazi ispod lužičkosrpskih naselja. Sela su zbog toga uništena, a njihovi stanovnici raseljeni u gradove među Nijemce, gdje se nalaze u manjini, a na njihovim vrtovima, voćnjacima i njivama nikao je divovski kombinat Crna pumpa.

## Demografija
Ukupan broj Lužičkih Srba po godini:
| Godina       | 1700    | 1750    | 1880    | 1900    | 1945    | 2019   |
| ------------ | ------- | ------- | ------- | ------- | ------- | ------ |
| Stanovništvo | 250,000 | 200,000 | 166,000 | 146,000 | 100,000 | 60,000 |

Lužički Srbi su podijeljeni u dvije etnografske grupe:
- Gornjolužički Srbi, koji pričaju Gornjolužičkosrpski jezik (40,000 osoba).[4]
- Donjolužički Srbi, koji pričaju Donjolužičkosrpski (20,000 osoba).[5]

- Karta lužičkih Srba u Njemačkoj.
- Karta lužičkosrpskih gradovi.

## Mediji
Od tiskovina koje izlaze na lužičkosrpskom jeziku izdvajaju se dnevni list "Serbske Nowiny", potom tjednik "Nowy casnik", kulturni mjesečnik "Rozhlad", dječji časopis "Płomjo" (Plamen), katoličke novine "Katolski Posoł" i protestantske novine "Pomhaj Bóh".

## Vanjske poveznice
- Lužica i Moravska  Arhivirana inačica izvorne stranice od 3. veljače 2022. (Wayback Machine)
- Serbski muzej - Sorbisches Museum (sorbisches-museum.de)